# مادريمانيا
بلدية مادريمانيا (بالإسبانية: Madremaña) هي بلدية تقع في مقاطعة جرندة التابعة لمنطقة كتالونيا شمال شرق إسبانيا.

## الديموغرافيا
بلغ عدد سكان بلدية مادريمانيا 260 نسمة عام 2011 (وفقاً للمعهد الوطني الإسباني للإحصاء).
| 182 | 188 | 201 | 222 | 219 | 239 | 260 |